# Domingo Matheu Chicola

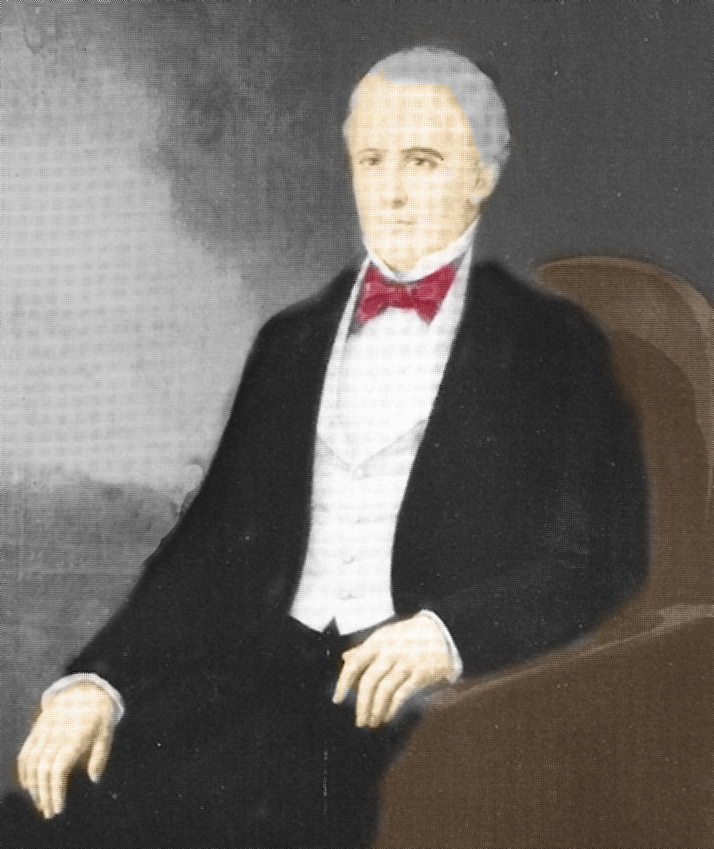
Domingo Matheu Chicola

Domingo Matheu Chicola (* 4. August 1765 in Barcelona; † 28. März 1831 in Buenos Aires) war ein spanisch-argentinischer Geschäftsmann und Politiker. Er war vom 26. August 1811 bis zum 23. September 1811 der zweite Präsident der Junta Grande, der ersten unabhängigen Regierung Argentiniens, die kurz nach dem Rücktritt Cornelio Saavedras jedoch durch das Erste Triumvirat abgelöst wurde.

## Leben
Matheu Chicola studierte in Spanien Nautik und erhielt einen Abschluss als Lotse. Zusammen mit seinem Bruder Miguel erhielt er eine Handelserlaubnis für die amerikanischen Kolonien und ließ sich schließlich, nach vielen Reisen, 1793 in Buenos Aires nieder. Sein dortiges Geschäft zählte nach einiger Zeit zu den damals größten der Stadt. Im Regiment von Miñones nahm er an der Niederschlagung der britischen Invasion am Rio de la Plata teil. Nach der Absetzung von Cisneros wurde Matheu Chicola Sprecher der Junta und später, als Nachfolger von Cornelio Saavedra, auch deren Präsident. Nach seinem Präsidentenamt wurde er zum Direktor für Waffen und Uniformen ernannt. 1817 zog er sich aus der Politik zurück und kümmerte sich bis zu seinem Tod 1831 um sein Geschäft.